# Кинор-35Н
Кино́р-35Н модели 9КСН — профессиональный штативно-плечевой киносъёмочный аппарат, предназначенный для синхронной съёмки обычных, кашетированных и широкоэкранных фильмов на стандартную перфорированную 35-мм киноплёнку. Киносъёмку можно вести в павильоне или на натуре с одновременной записью звука, благодаря низкому уровню шума (не более 32 дБА) механизма аппарата. КСА «Кинор-35Н» оснащен сопряжённым визиром с зеркальным обтюратором и может оснащаться телевизи́ром. для контроля отснятого изображения на видеомониторе.
«Кинор-35Н» является усовершенствованной моделью аппарата «Кинор-35С» 5КСН, и входит в семейство КСА «Кинор», выпускавшихся в СССР в 1980-х годах.

## Устройство
При проектировании аппаратов «Кинор-35Н» главной задачей было снижение шума для обеспечения возможности синхронной съёмки. Для этого механизм собран на отдельной плате, соединённой с корпусом резиновыми амортизаторами. Конструкция грейфера со сложной траекторией зуба также способствует снижению шума применением минимального количества кинематических пар. Форма траектории зуба грейфера потребовала применения фильмового канала сложной формы. Для повышения устойчивости изображения на экране применен контргрейфер, приводимый в движение от вала грейфера. Использование зубчатых ремней в передаточных механизмах, а также индивидуальных электроприводов в кассетах с изолированными платами, также способствовало снижению уровня звука работающего аппарата. Имелся индивидуальный электроподогрев механизма для обеспечения работоспособности при низких температурах.
Лентопротяжный механизм обеспечивал движение киноплёнки в одной плоскости. В корпусе аппарата кроме грейферного механизма размещены тянущий и задерживающий зубчатые барабаны с придерживающими каретками. Для регулировки размера петель плёнки барабаны могли отсоединяться от механизма аппарата нажатием кнопки на торце барабана, как это сделано в киносъёмочном аппарате «Конвас-автомат». Имелся ролик автоблокировки, останавливавший механизм при окончании или обрыве киноплёнки. Наружные кассеты полуторной конструкции оснащались индивидуальными электродвигателями, позволявшими реверсировать вращение рулонов и наматывать киноплёнку эмульсией как внутрь, так и наружу. Аппарат оснащался двумя типами кассет, рассчитанных на 150 и 300 метров киноплёнки.
В «Киноре-35Н» применен зеркальный однолопастный дисковый обтюратор бокового расположения, сопряжённый с коническим, обеспечивавшим полное перекрытие кадрового окна при остановленном механизме. Электропривод аппарата состоял из электродвигателя постоянного тока, приводящего в движение обтюратор и через зубчато-ремённую передачу механизм грейфера и зубчатые барабаны, а также из двух электродвигателей, расположенных в кассете, каждый из которых через ремённую передачу вращал свой рулон киноплёнки. Привод обеспечивал автоматический останов аппарата в положении визирования.
Оптическая схема визира обеспечивала применение телевизи́ра с отбором света от светоделительной призмы, пропускающей 50 % светового потока к передающей телевизионной трубке. Также примерно 15 % света отбиралось для встроенного TTL-экспонометра. Аппарат оснащался двумя сменными лупами, одна из которых применялась при съёмке со штатива, а другая — с плеча.

## Недостатки
Все меры, предпринятые для снижения уровня звука работающего аппарата, не смогли приблизить этот показатель «Кинора» к мировым стандартам в 18-20 дБА. «Кинор-35Н», облегчённый по сравнению со своим предшественником «Кинор-35С», был ещё более шумным за счёт сокращения экранировки. Поэтому, наиболее ответственные синхронные сцены при первой возможности снимались импортными аппаратами. Кроме того, механизм был чувствителен к переохлаждению и, несмотря на оснащение встроенным подогревом, требовавшим отдельного питания, был очень прихотлив при съёмке вне помещения, останавливаясь уже при 0 °C. Телевизир, разработанный для «Кинора», использовал вакуумную передающую трубку, и поэтому был слишком громоздким.
В начале 1990-х годов на МКБК были проведены работы по модернизации аппарата 9КСН, в результате которых была усовершенствована система управления электроприводом, установлен современный телевизир и гнездо крепления киносъёмочной оптики международного стандарта «Arri PL».